# 莱昂·波尔曼
莱昂·波尔曼（法語：Léon Boëllmann，1862年9月25日—1897年10月17日），又译伯埃尔曼，法國作曲家，管风琴家。生于恩西赛姆，后进入尼德迈尔音乐学校学习。毕业后成为一名管风琴师，并在法国各地演出。1897年逝世。波尔曼的作品受到圣桑的影响较大，现在他最著名的作品是为管风琴而作的《哥特组曲》，另外他的室内乐曲也有较高水平。